# Lago de Sveg
O Lago de Sveg (em sueco: Svegssjön) é um lago da Suécia, localizado na província histórica de Härjedalen.  Tem uma área de 63 km², está situado a 366 m acima do nível do mar, e faz parte da bacia hidrográfica do rio Ljusnan.